# Ginoza
Ginoza (jap. 宜野座村 Ginoza-son) – wieś w Japonii, w prefekturze Okinawa, na wyspie Okinawa. Według danych na rok 2020 miejscowość zamieszkiwało 5 833 mieszkańców , a gęstość zaludnienia wyniosła 186,4 os./km².